# Ralph Ingersoll
Pour les articles homonymes, voir Ingersoll.
Ralph McAllister Ingersoll, né le 8 décembre 1900 à New Haven et mort le 8 mars 1985 à Miami Beach, est un écrivain, homme de presse et éditeur américain. 
Il est surtout connu en tant que fondateur et éditeur de PM, un quotidien de gauche éphémère des années 1940 à New York qui a été financé par le millionnaire de Chicago Marshall Field III. 

## Biographie
Ingersoll, après la Hotchkiss School (en), est diplômé de la Sheffield Scientific School (en) de l'université Yale et devient ingénieur des mines en Californie, en Arizona et au Mexique. En 1923, il se rend à New York avec l'intention de devenir écrivain.
Il travaille d'abord comme reporter pour le New York Journal-American de 1923 à 1925, puis rejoint The New Yorker dont il est rédacteur en chef de 1925 à 1930. Il est engagé par le fondateur et rédacteur en chef du New Yorker Harold Ross quelques mois après la création du magazine.
En 1930, Ingersoll rejoint Time comme rédacteur en chef de Time-Life et conçoit la formule du magazine d'affaires Fortune, devenant finalement directeur général de l'entreprise. L'une de ses missions les plus importantes chez Fortune est une histoire détaillée du New Yorker et de ses affaires. L'examen minutieux qu'Ingersoll a donné à Ross et à ses employés, qui comprenait la mention de leurs faiblesses et de leurs salaires, déclenche une querelle entre Ross et Henry Luce, éditeur de Time et de Fortune, aboutissant à une caricature célèbre de Luce par Wolcott Gibbs dans le New Yorker en 1936, qui ridiculisait à la fois Luce et Timestyle, le style d'écriture inversé pour lequel Time était connue. Luce a riposté en demandant au caricaturiste Al Hirschfeld de dessiner une image de Joseph Staline sur une photo de Ross. 
PM est fondé le 18 juin 1940 avec 1,5 million de dollars de capital, une fraction des 10 millions de dollars initialement recherchés par Ingersoll. Contrairement à la pratique habituelle aux États-Unis, PM ne diffusait aucune publicité et les éditoriaux n'apparaissaient pas tous les jours ; quand ils le sont, ils sont désignés par un individu, initialement Ingersoll lui-même, au lieu de provenir anonymement du journal lui-même. Parfois, ces éditoriaux occupent la première page. Son premier éditorial prend une position franche sur la Seconde Guerre mondiale déjà en cours en Europe : « Nous sommes contre les gens qui bousculent les autres », écrit-il, réclamant un soutien matériel des États-Unis aux nations opposées à l'Allemagne nazie et à l'Italie fasciste,. Ingersoll se rend en Grande-Bretagne en octobre et écrit une série pour le journal qui est publiée sous la forme d'une correction instantanée d'un livre. 
La première année de PM est un succès, bien que le journal ait eu des problèmes financiers : son tirage de 100 000 à 200 000 exemplaires est insuffisant. Marshall Field III est le bailleur de fonds du journal.
Ingersoll est enrôlé dans l'armée. À son retour après la guerre, il trouve un journal fade et moins bien écrit qu'il ne l'avait été sous sa direction, et où les libéraux procommunistes et anticommunistes écrivaient à contre-courant. Le journal ne s'est jamais tout à fait rétabli et cesse de paraître en 1948, une des premières victimes de la guerre froide mais aussi de l'intérêt croissant de Field pour le Chicago Sun plutôt que PM. 
Ingersoll écrit plus tard de nombreux livres sur son service pendant la Seconde Guerre mondiale. 
Dans les années 1950, Ingersoll achète et gère plusieurs journaux. Sa société, Ingersoll Publications, fondée en 1957, est reprise par son fils Ralph M. Ingersoll Jr. en 1982.